# Kanton Châteaugiron
Châteaugiron is een kanton van het Franse departement Ille-et-Vilaine. Het kanton maakt deel uit van de arrondissementen Rennes(8)
Fougères-Vitré (6).

## Gemeenten
Het kanton Châteaugiron omvatte tot 2014 de volgende 9 gemeenten:
- Brécé
- Chancé
- Châteaugiron (hoofdplaats)
- Domloup
- Nouvoitou
- Noyal-sur-Vilaine
- Saint-Armel
- Saint-Aubin-du-Pavail
- Servon-sur-Vilaine

Na de herindeling van de kantons bij decreet van 18 februari 2014, met uitwerking op 22 maart 2015, omvatte het kanton 14 gemeenten.
Op 1 januari 2017 werden de gemeenten  Saint-Aubin-du-Pavail en Ossé toegevoegd aan de gemeente Châteaugiron, die daarmee het statuut van 'commune nouvelle' kreeg.
Op 1 januari 2019 werden de gemeenten Chancé en Piré-sur-Seiche samengevoegd tot de fusiegemeente (commune nuvelle) Piré-Chancé.
Sindsdien omvat het kanton volgende 11 gemeenten: 
- Boistrudan
- Châteaubourg
- Châteaugiron
- Domagné
- Domloup
- Louvigné-de-Bais
- Noyal-sur-Vilaine
- Piré-Chancé
- Saint-Didier
- Saint-Jean-sur-Vilaine
- Servon-sur-Vilaine